# William Charles McNulty

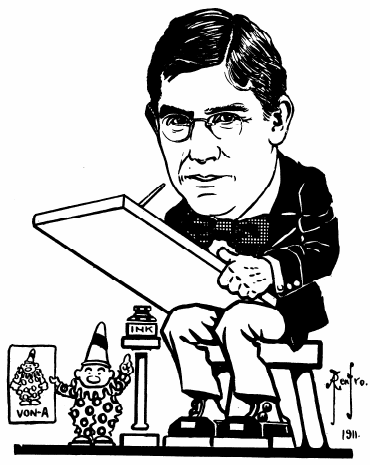
Illustration aus The twelfth session of the Washington state legislature and state officials, von Alfred T. Renfro. Diese Illustration zeigt den Karikaturisten VON-A, William Charles McNulty

William Charles McNulty (* 28. März 1884 in Ogden, Utah-Territorium, USA; † 26. September 1963 in Gloucester, Massachusetts) war ein US-amerikanischer Maler, Grafiker, Illustrator und Kunstpädagoge.

## Leben
William Charles McNulty begann seine künstlerische Laufbahn als Zeitungsgrafiker in Nebraska und Montana. Von 1908 bis 1909 studierte er an der Art Students League of New York. Anschließend arbeitete er unter dem Pseudonym Von-A als Redaktionskarikaturist für den Seattle Star und illustrierte 1911 Bücher wie The Cartoon: A Reference Book of Seattle’s Successful Men und 12th Session of the Washington State Legislature. In den 1920er Jahren kehrte McNulty nach New York zurück und wandte sich unter dem Einfluss von Joseph Pennell der Druckgrafik zu. Ab 1927 stellte er seine Werke aus, unter anderem 1932 auf der ersten International Exhibition of Etching des Art Institute of Chicago. Von 1931 bis 1958 unterrichtete er an der Art Students League in New York. Die Art Students League widmete McNulty 1951 eine Retrospektive seiner Gemälde und Graphiken, und danach scheint er sich vom Ausstellungsbetrieb zurückgezogen zu haben.

## Werk
In den 1930er und 1940er Jahren arbeitete McNulty als Maler und Zeichner. Sein besonderes Interesse galt Zirkusartisten, aber auch Marinesoldaten, Stillleben und Szenen von Straßenmärkten in den Arbeitervierteln New Yorks. In den späten 1940er Jahren experimentierte er mit der Abstraktion seiner Formen, indem er sie in mosaikartigen Assemblagen aus flächigen, stark konturierten Formen darstellte. William Charles McNulty ist bekannt für seine realistischen Radierungen und Zeichnungen von New York City, darunter Werke wie The Whirlpool (1929), Woolworth Building, New York (1929) und Under Brooklyn Bridge. Seine Werke befinden sich in den Sammlungen des Metropolitan Museum of Art, der New York Public Library, des Whitney Museum of American Art, des Newark Museum, des Detroit Institute of Arts, der Library of Congress und der University of Nebraska.